# Кабрера, Мигель (художник)
Мигель Матео Мальдонадо-и-Кабрера (исп. Miguel Mateo Maldonado y Cabrera, 1695, Антекера, ныне Оахака-де-Хуарес — 1768, Мехико) — крупнейший живописец Новой Испании.

## Биография
Происходил из народа сапотеков. Родители остались неизвестными, был усыновлен семьей мулатов. Около 1737 года появился в Мехико, в 1740 году женился. Предположительно учился вместе с Хуаном Патрисио Морлете Руисом у Хосе де Ибарры. Как живописец выступил в 1740-х годах. Основал Академию живописи (1753) и возглавил её. В основном работал по заказам ордена иезуитов.
Похоронен в соборе Св. Инесы в Мехико.

## Творчество
Стиль Кабреры сложился под влиянием Мурильо. Он изображал народные типы, писал портреты знатных особ, но основная часть его работ — религиозная живопись. Среди прочего, ему принадлежит портрет великой мексиканской поэтессы Хуаны Инес де ла Крус и одно из первых изображений Св. Хуана Диего. Опубликовал учёное рассуждение об иконе Богоматери Гваделупской Maravilla americana, y conjunto de raras maravillas, observadas con la direccion de las reglas de el arte de la pintura en la prodigiosa imagen de Nuestra Sra. de Guadalupe de Mexico (1756, переизд. 1945, 1977, 1998; итал. пер. 1783).

## Галерея

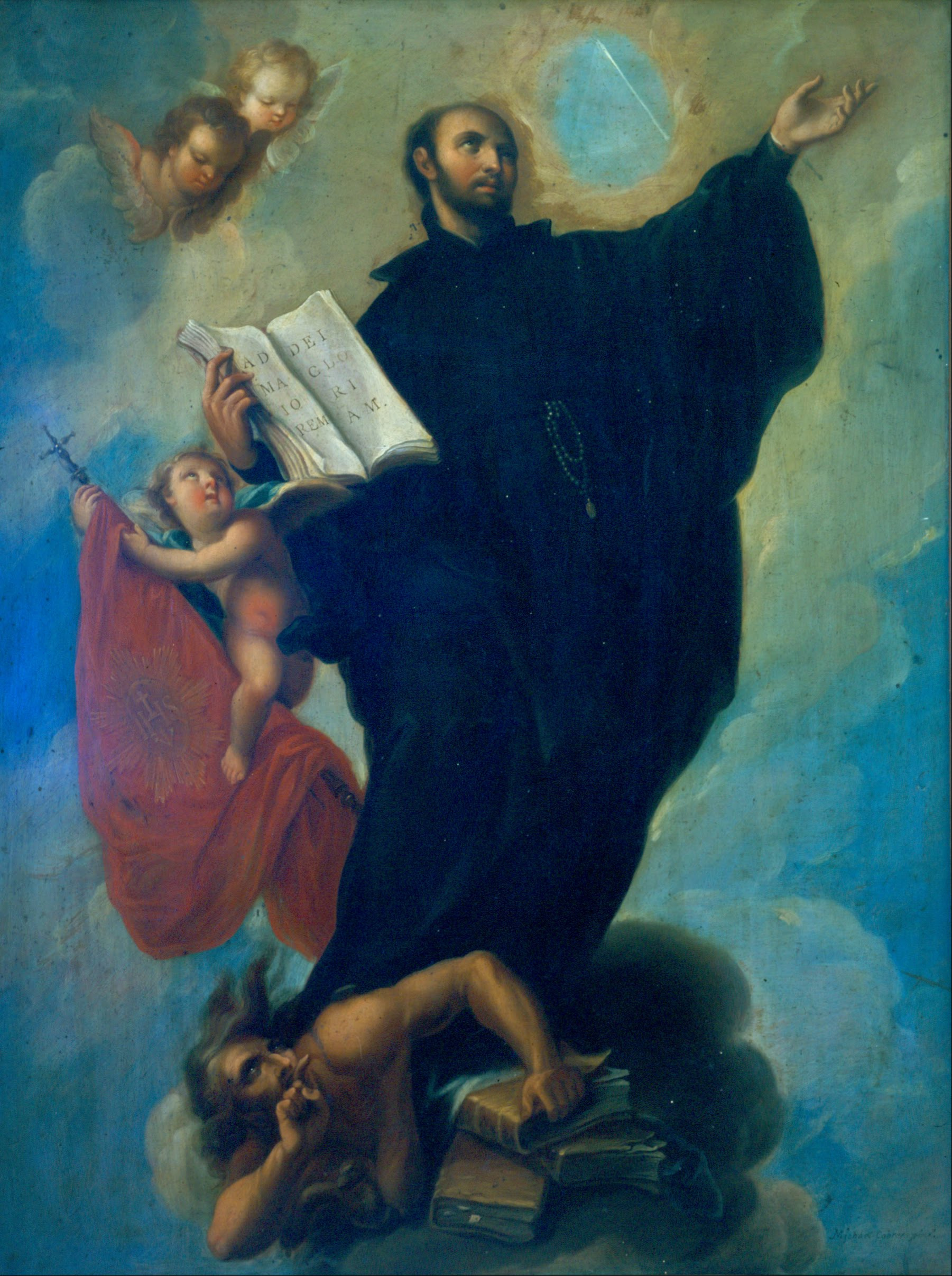
Мигель Кабрера. Св. Игнатий Лойола
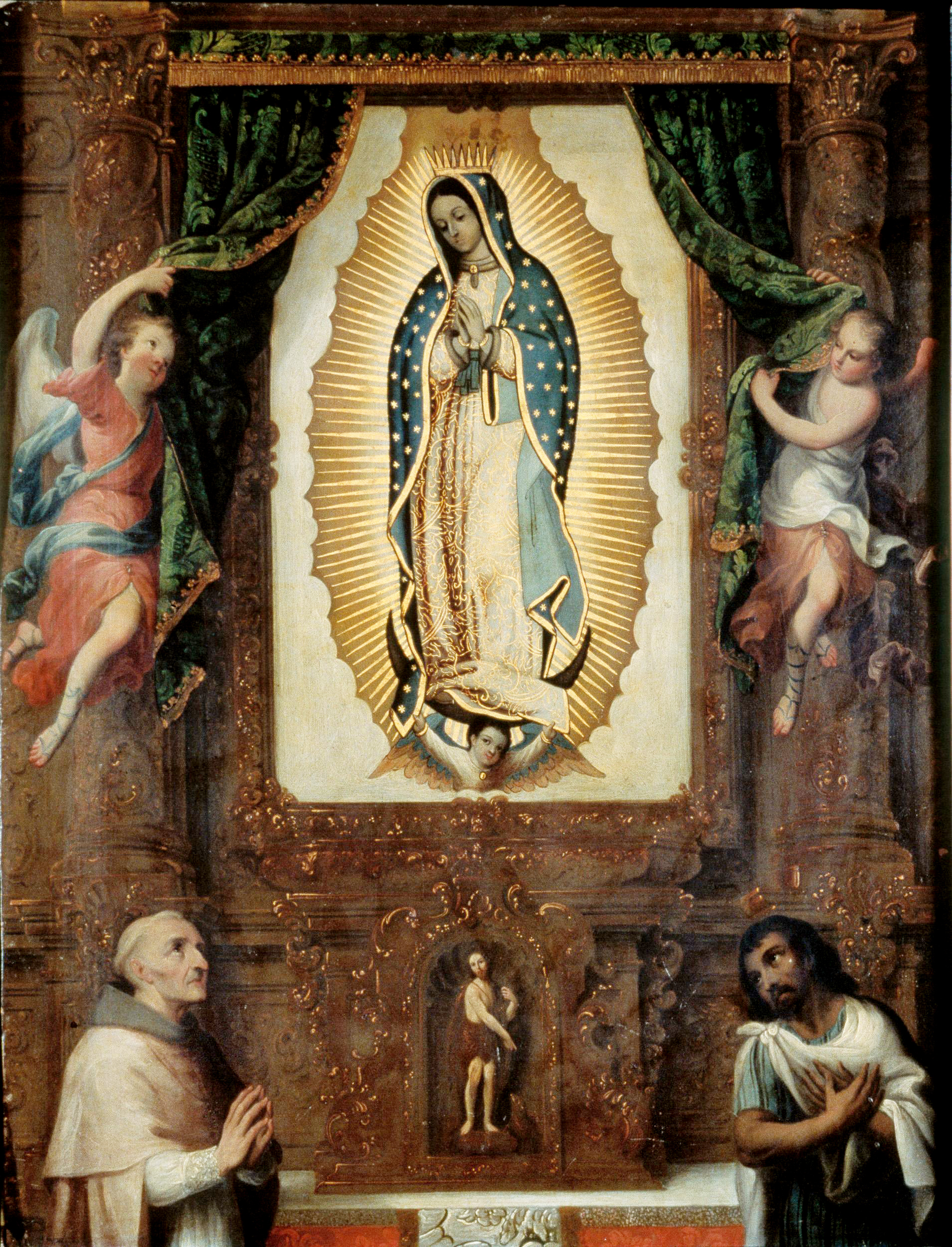
Алтарный образ Богоматери Гваделупской со Св. Иоанном Крестителем, фра Хуаном де Сумаррагой и Св. Хуаном Диего
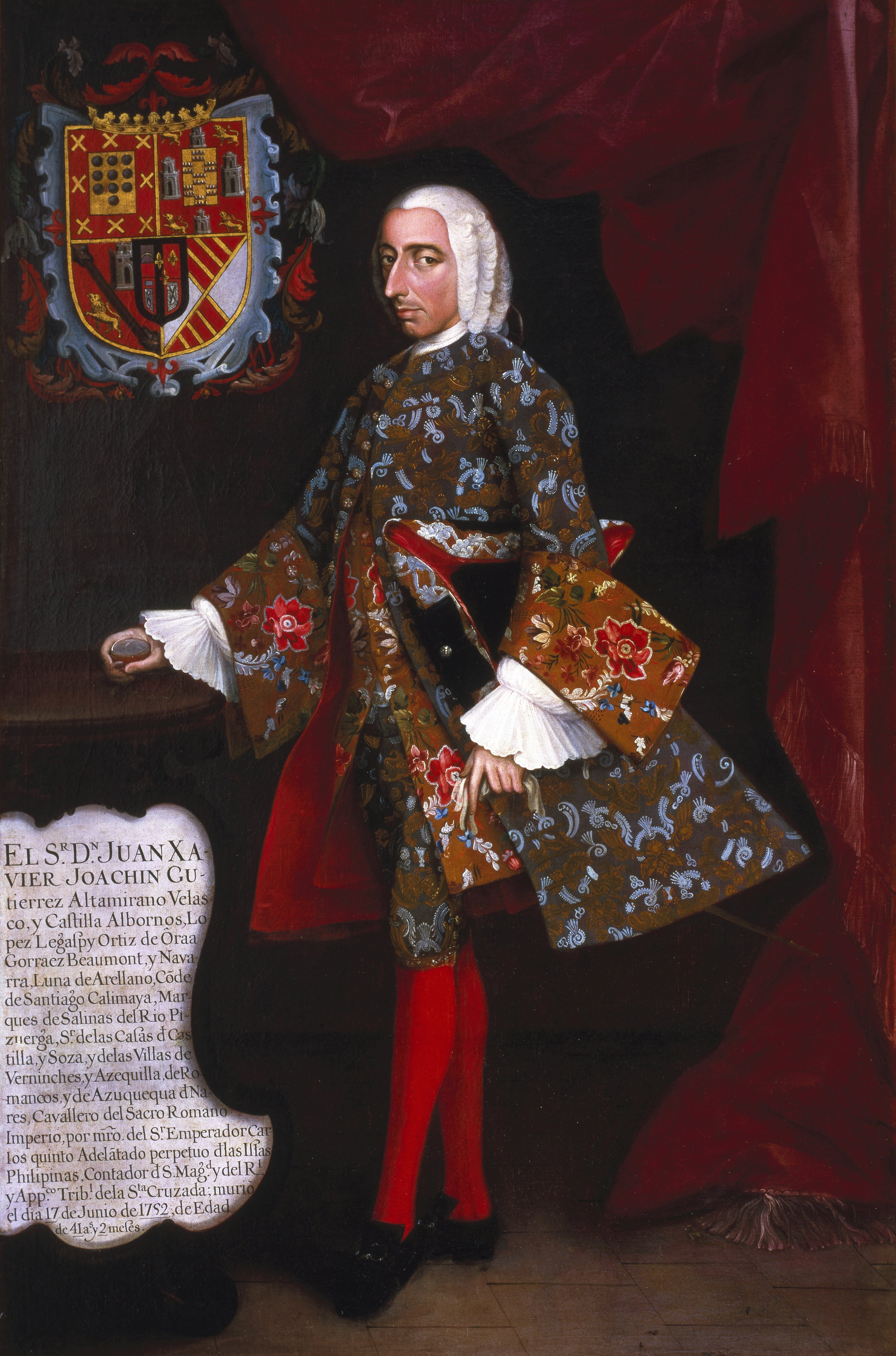
Мигель Кабрера. Дон Хуан Хавьер Хоачин Гутьеррес Веласко, граф Сантьяго де Калимайя, ок. 1752. Масло, холст. Бруклинский музей
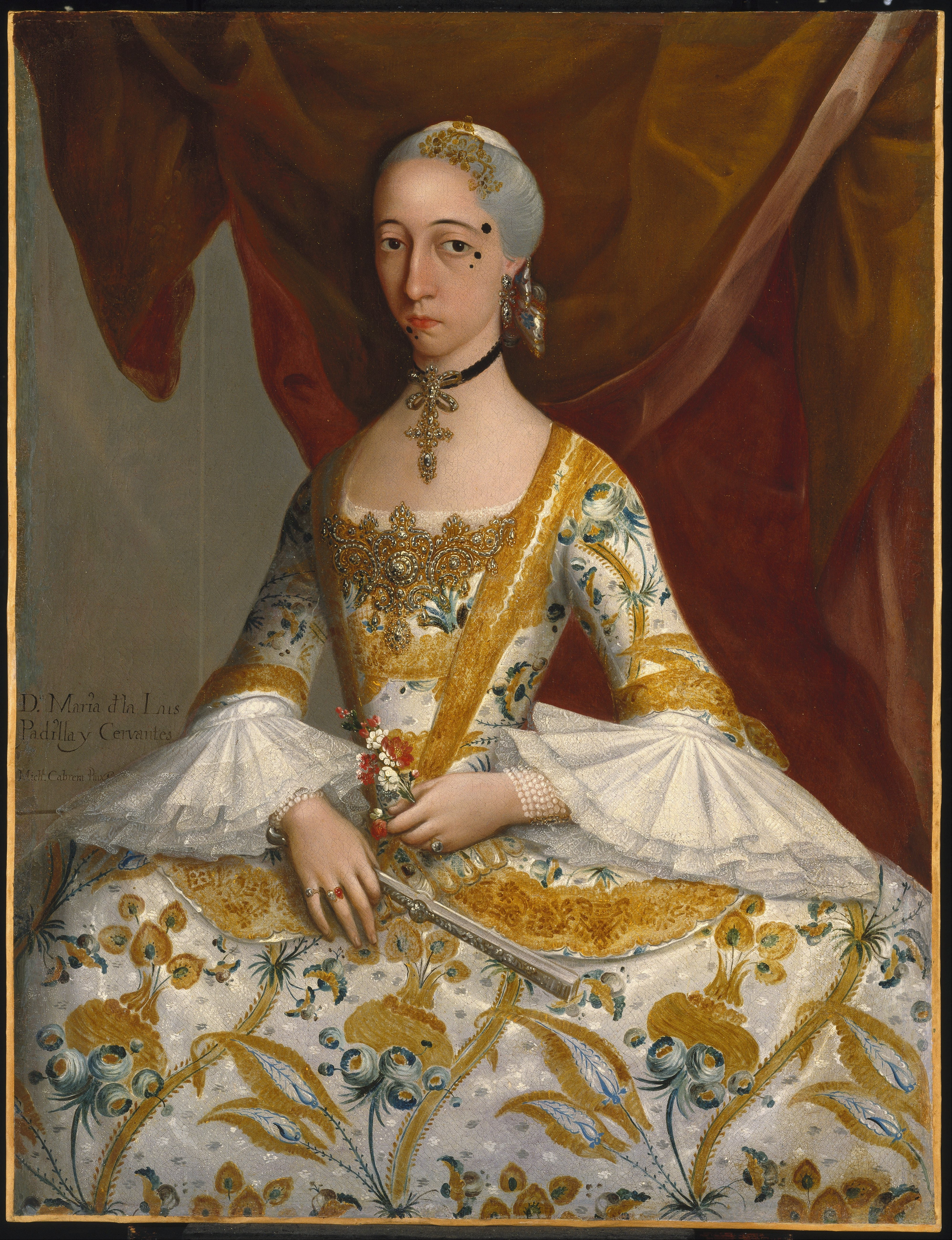
Мигель Кабрера. Донья Мария де ла Лус Падилья и Гомес де Сервантес, ок. 1760. Масло, холст. Бруклинский музей
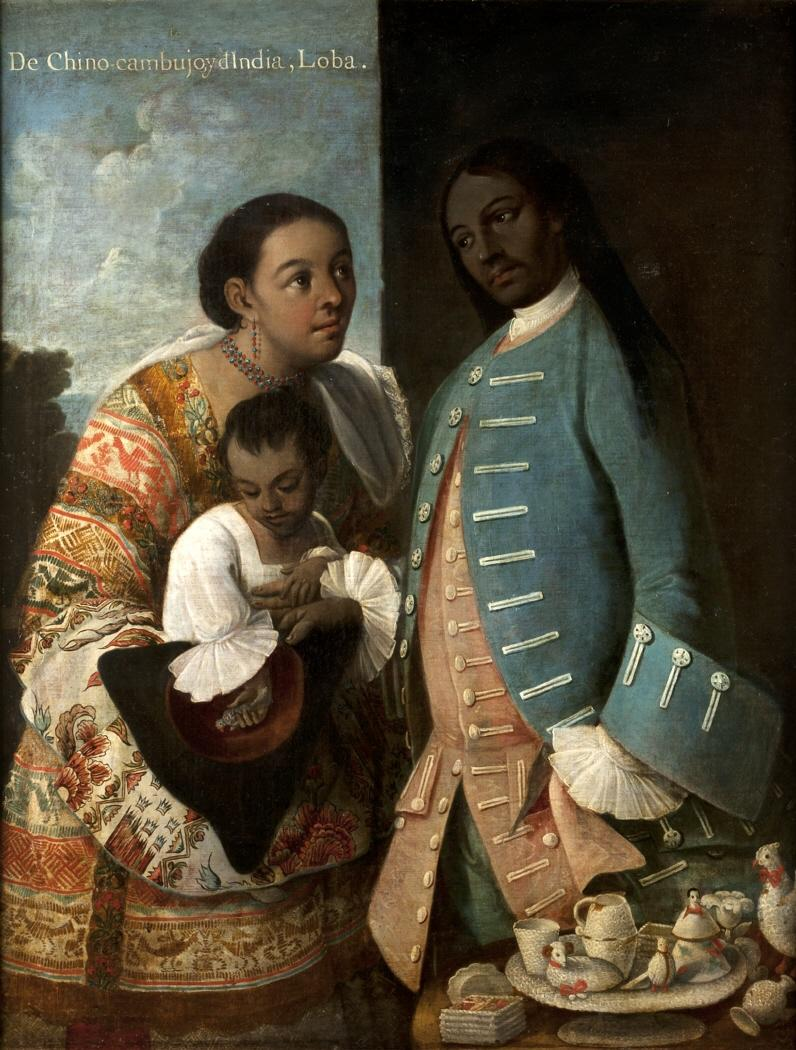
Потомки индейцев и китайцев, 1763. Холст, масло. Музей Америки
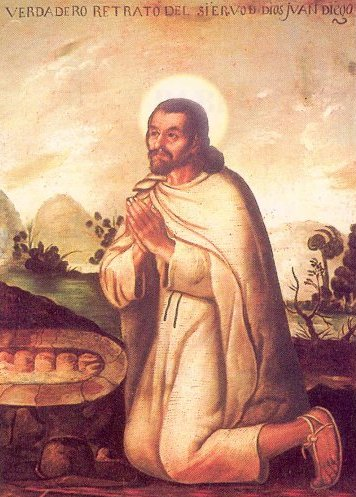
Св. Хуан Диего
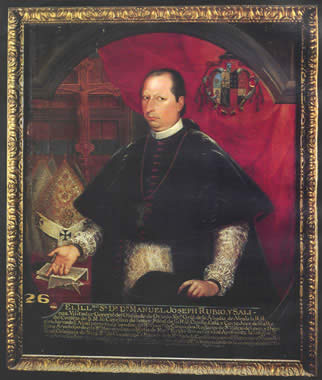
Мануэль Хосе Рубио и Салинас, Кафедральный собор в Мехико, 1758. Масло, холст.
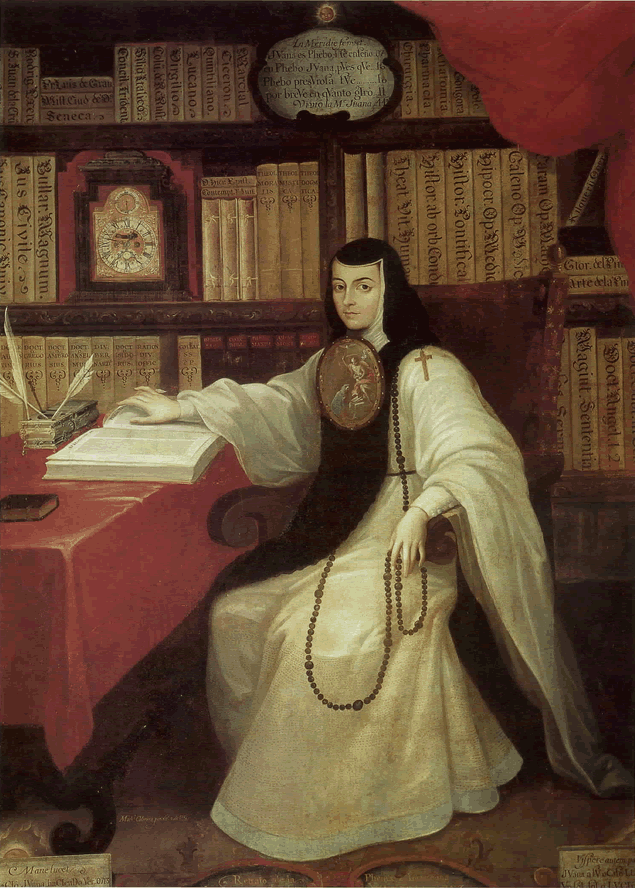
Хуана Инес де ла Крус, 1750. Масло, холст
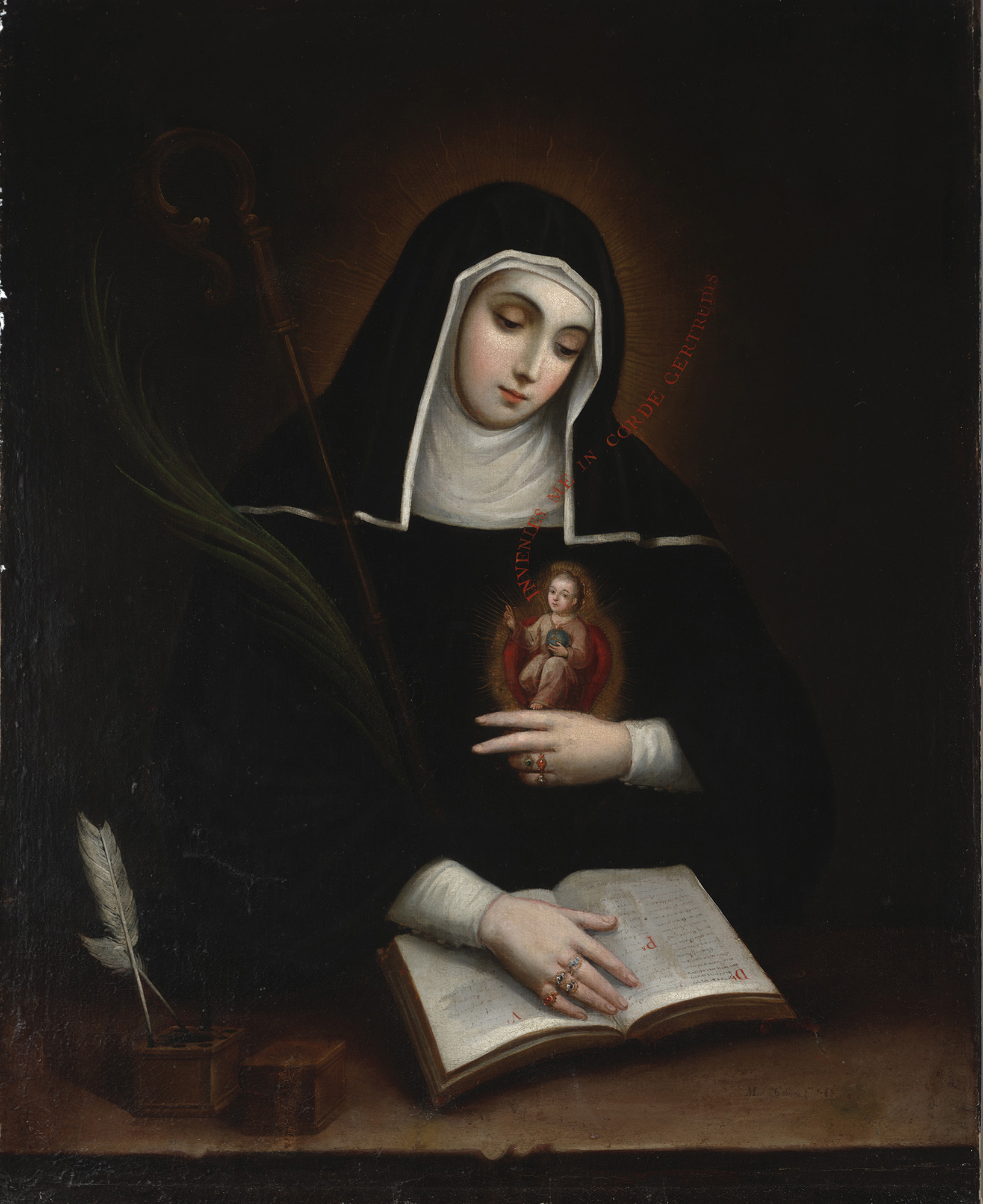
Св. Гертруда. 1763. Музей искусств Далласа